# Ballerbek
Die Ballerbek (bis Krupunder See Burbek) ist ein ca. 4,6 Kilometer langer Bach in Hamburg-Eidelstedt und Halstenbek. Sie ist ein rechter Nebenfluss der Düpenau.
Der Bach wird im Wappen der Gemeinde Halstenbek durch Wellenlinien symbolisiert.

Wappen von Halstenbek mit der Ballerbek

## Verlauf
Der Bach beginnt verrohrt als Burbek am Syringenweg in Hamburg-Eidelstedt, unterfließt den Jasminweg, tritt dort an die Oberfläche und unterfließt danach den Waldrebenweg, wo er mit einem Rückhaltebecken verbunden ist. Nach der Burbekstraße passiert der Bach, erneut verrohrt, die Landesgrenze.
Nachdem der Bach verrohrt durch den Krupunder See geflossen ist, tritt er nahe der Lübzer Straße als Ballerbek an die Oberfläche und verläuft kurz an der Straße Am Roschort. Er fließt am alten Halstenbeker Feuerlöschteich vorbei und unterfließt den Osterbrookweg, danach fließt er unterirdisch weiter.
An der Wilhelmstraße tritt die Ballerbek wieder an die Oberfläche, durchfließt einen weiteren Teich und mündet in die Düpenau.

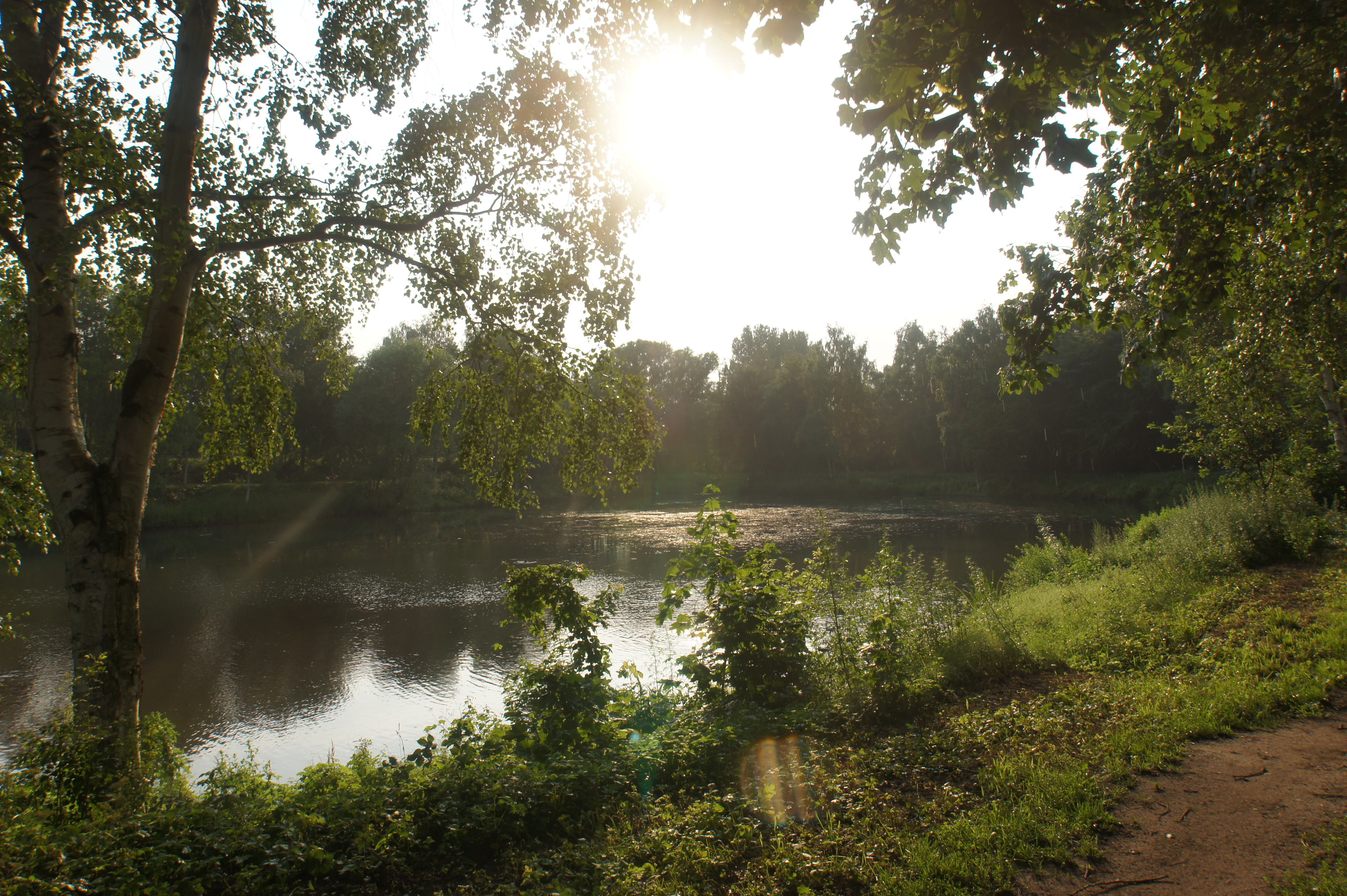
Teich der Ballerbek kurz vor der Mündung
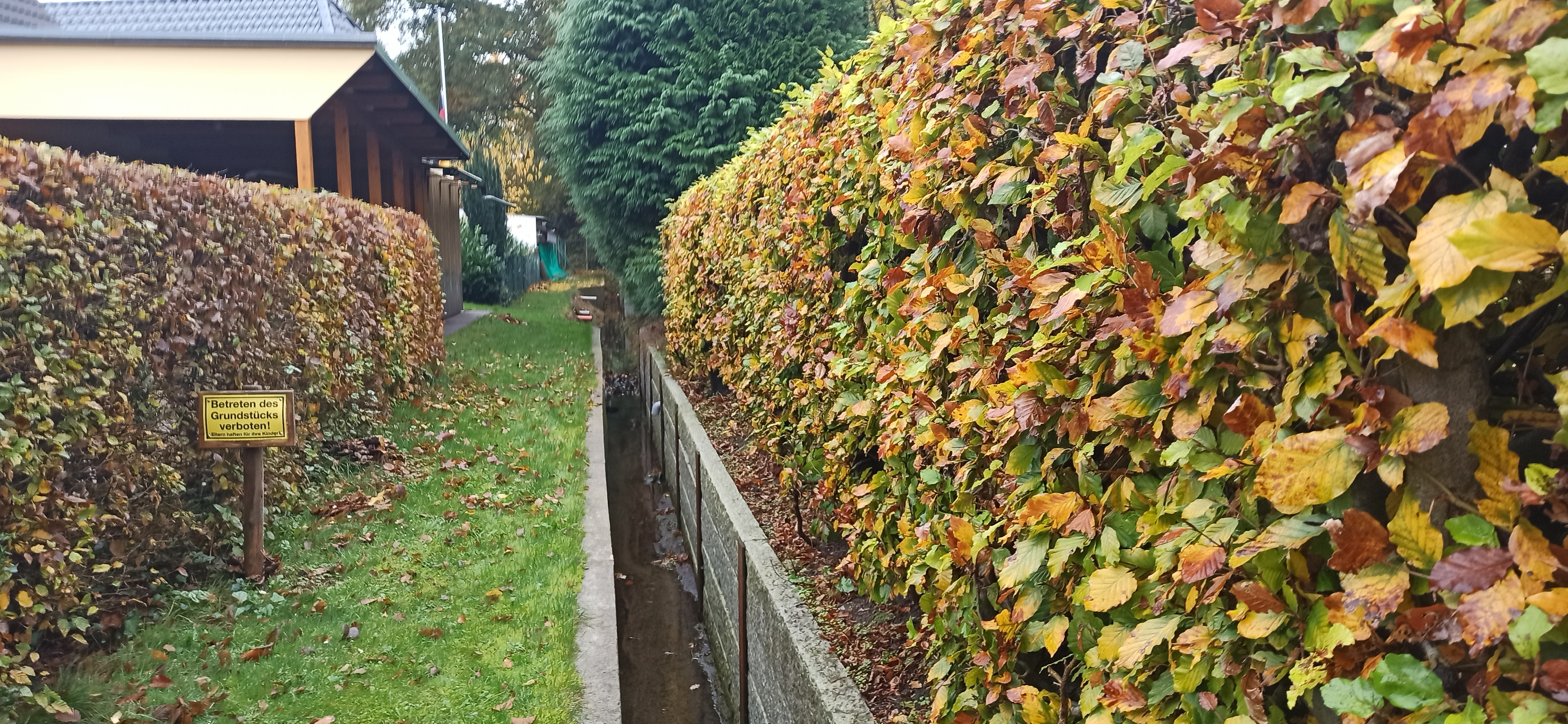
Burbek an der Burbekstraße